# 香川県立小豆島みんなの支援学校
香川県立小豆島みんなの支援学校（かがわけんりつしょうどしまみんなのしえんがっこう）は、香川県小豆郡小豆島町池田にある県立特別支援学校。知的障害児（肢体不自由や病弱等と重複している者も含む）を教育対象とする。
本校が出来るまでは小豆島に特別支援学校は無く、高松の特別支援学校へ通うか、島内の学校にある特別支援学級で生活していたが本校の開校により、島内で学習できるようになった。これまでは、高松養護学校小豆分室が島内の訪問教育や教育相談などを行なっていたが今後は本校がその役割を担当していく。

## 概要
- 池田小学校との日常的な交流及び共同学習(主に小学部)
- 小豆島町立小豆島中学校、香川中部支援学校中学部、高等部との交流学習(主に中学部)

## 沿革
- 2023年（令和5年）4月 - 開校。

## 通学区域
- 土庄町
- 小豆島町

## 学部
- 小学部
- 中学部
- 香川中部支援学校高等部分教室

## 学校周辺
- 小豆島町役場
- 小豆島中央病院
- 小豆島町立池田小学校（本校とは簡単に行き来できるように連絡通路を設置）
- 道の駅小豆島ふるさと村
- 池田郵便局
- 小豆島病院
- 国道436号
- 亀山八幡宮
- 護国神社
- 長勝寺